# Dolichopeza sandakanensis
Dolichopeza sandakanensis är en tvåvingeart som beskrevs av Edwards 1931. Dolichopeza sandakanensis ingår i släktet Dolichopeza och familjen storharkrankar. Inga underarter finns listade i Catalogue of Life.